# 奧林匹亞高地 (佛羅里達州)
奧林匹亞高地（英語：Olympia Heights）是位於美國佛羅里達州邁阿密-戴德縣的一個人口普查指定地區。

## 地理
奧林匹亞高地的座標為25°43′35″N 80°20′42″W / 25.72639°N 80.34500°W，而該地最高點為海拔高度2米（即7英尺）。

## 人口
根據2010年美國人口普查的數據，奧林匹亞高地的面積為7.90平方千米，當中陸地面積為7.10平方千米，而水域面積為0.80平方千米。當地共有人口13452人，而人口密度為每平方千米1,702人。